# کلود ریویر
کلود ریویر (انگلیسی: Claude Rivière)؛ (زاده ۲۴ دسامبر ۱۹۳۲)انسان‌شناس فرانسوی و استاد انسان‌شناسی اجتماعی در دانشگاه سوربن (پاریس پنجم)است.
او به خاطر آثارش در زمینه انسان‌شناسی اجتماعی مشهور است.